# Xanthorhoe practica
Xanthorhoe practica är en fjärilsart som beskrevs av Edward Meyrick 1911. Xanthorhoe practica ingår i släktet Xanthorhoe och familjen mätare. Inga underarter finns listade i Catalogue of Life.